# ターキッシュ エアラインズ

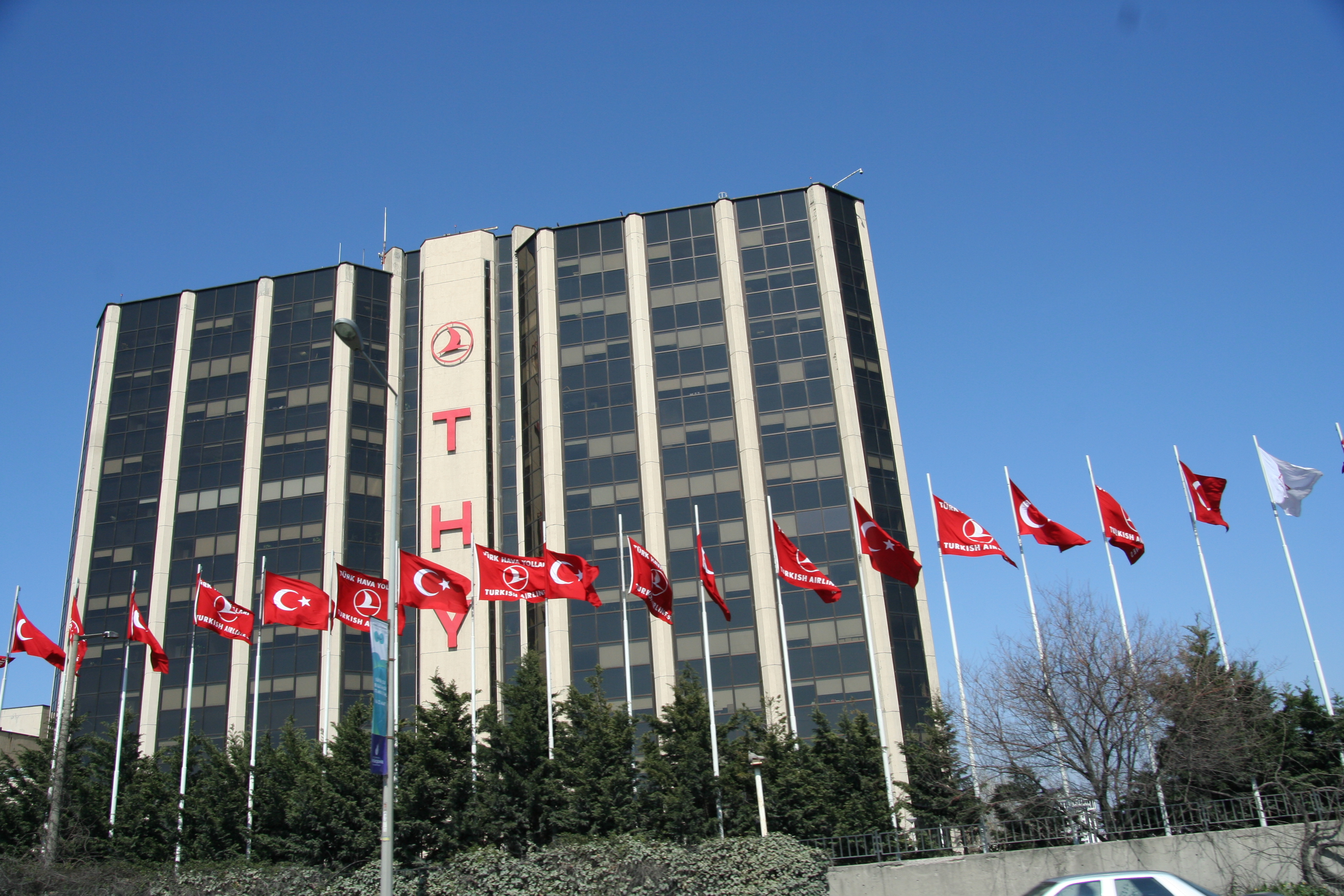
ターキッシュ エアラインズ航空の本部

ターキッシュ エアラインズ（トルコ語: Türk Hava Yolları、THY、英語: Turkish Airlines）は、トルコの国営航空会社。トルコのフラッグ・キャリアである。2014年2月、トルコ航空（トルコこうくう）より日本語社名を変更した。略称及びICAOコードはトルコ語での頭文字からTHYとなっている。

## 歴史
- 1933年にトルコ国防省の国家航空事業運営部として設立され、首都アンカラとエスキシェヒールの間の1路線で運航を開始した。当初は、カーチス キングバード（英語版）(定員5人)を2機、ユンカース F13(定員4人)を2機、ツポレフ ANT-9(定員10人)を1機、合計5機を保有していた。
- 1938年に運輸省傘下の国家航空業務局となった。
- 1945年、ダグラスDC-3を導入し、国内線運航を再開[2]。
- 1947年にはアンカラ - イスタンブール - アテネを結ぶ初の国際路線を就航。
- 1956年3月1日に国営の特別会社となり、トルコ航空株式会社となった。同時に、国際航空運送協会(IATA)に加盟した。
- 1957年、英国海外航空(BOAC)が、6.5%の株式を取得し、技術支援を受けた[3]。
- 1950年代後半から1960年代初頭にかけて、ヴィッカース バイカウント、フォッカー F27、ダグラス DC-3など、積極的に新機材を導入した。
- 1967年、初のジェット機であるマクドネル・ダグラス DC-9を運航開始。1971年には、ボーイング707も導入。
- 1974年から1983年の間、ハイジャックやトラブルや事故が合計7件も発生してしまった。なかでも、1974年にフランスのエルムノンビル近郊で飛行中に設計上の欠陥により貨物ドアが破損し、346人が死亡したターキッシュエアラインズ981便墜落事故は当時史上最悪の事故となった[4]。
- 1985年、エアバスA310の運航を開始した。
- 1986 年にはシンガポール、1987年にはブリュッセル経由でニューヨークに就航するなど、世界中に路線を拡大した[5]。
- 2000年、アシアナ航空、アメリカン航空、マレーシア航空、LOT ポーランド航空、チェコ航空、キャセイパシフィック航空とマーケティング契約を結び、国際的な事業展開を拡大した。
- 2000年10月29日、スイス航空が主導するクォリフライヤー提携から離脱。
- 2003年、イラク戦争により、ペルシャ湾を通る路線を欠航し、SARSの流行によりアジア路線も一時撤退した。
- 2004年より民営化に向けた準備が進められた結果、同社の株式の50.9％は民間所有、残りが政府所有となっている[6]。
- 2006年12月9日には、イスタンブール市内にて開催されたスターアライアンス社長会にてトルコ航空のスターアライアンス加盟が承認され、2008年4月1日に正式加盟した。
- 2012年3月、ソマリアに就航し、ソマリアに乗り入れを再開した最初の国際航空会社となった。
- 2016年のトルコクーデター未遂事件の後、アメリカ連邦航空局はトルコ、アメリカ間の飛行を一時的に禁止したため、アメリカ路線を運休した[7]。
- 2020年、イスタンブールのサビハ・ギョクチェン空港発着の国際線から撤退し、低コストの子会社であるアナドルジェットに移管する意向を発表した[8]。
- 2022年2月、貨物会社であるターキッシュカーゴは、すべての貨物便をイスタンブール・アタチュルク空港の旧拠点から新しいイスタンブール空港に移転した[9][10]。

## 就航都市
| トルコ国内 | トルコ国内 |
| --- | --- |
| イスタンブール、ビンギョル、アンタルヤ、アンカラ、イズミル、シャンルウルファ、ダラマン、ディヤルバクル、ムシュ、ネブシェヒル、トラブゾン、サムスン、エラズー、エルズィンジャン、ボドルム、アデゥヤマン、ガズィアンテプ、カフラマンマラシュ、カルス、デニズリ、エルズルム、コンヤ、ヴァン、マラティヤ、カイセリ、スイヴァス、カスタモヌ、メルスィン、リゼ、アンタキヤ、アール、メルジフォン、バトマン 、スィノプ、ウードゥル、マルディン、エドレミット、ガジバシャ、ゾンダルダク、キュタヒヤ、イスパルタ、シュルナク、ユクセコバ、グリャロ、スィイルト、トカット | |
| アフリカ | |
| ソマリア | モガティッシュ |
| ガーナ | アクラ |
| シエラレオネ | フリータウン |
| マリ | バマコ |
| モロッコ | カサブランカ、マラケシュ |
| リビア | ベンガジ、ミティガ、ミスラタ(2025年9月2日より運航再開予定) |
| ケニア | ナイロビ、モンバサ |
| スーダン | ポートスーダン |
| ウガンダ | カンパラ |
| タンザニア | ダルエスサラーム、キリマンジャロ、ザンジバル |
| チュニジア | チュニス |
| モーリタニア | ヌアクショット |
| モーリシャス | モーリシャス |
| チャド | ンジャメナ |
| ルワンダ | キガリ |
| ナイジェリア | ラゴス、アブジャ |
| ニジェール | ニアメ |
| モザンビーク | マプト |
| エジプト | カイロ、アレキサンドリア、フルガダ、シャルム・エル・シェイク |
| アルジェリア | アルジェ、オラン、コンスタンティーヌ |
| ジブチ | ジブチ |
| カメルーン | ドゥアラ、ヤウンデ |
| コートジボワール | アビジャン |
| コンゴ共和国 | ポワントノワール |
| セーシェル | ヴィクトリア |
| マダガスカル | アンタナナリボ |
| エリトリア | アスマラ |
| エチオピア | アディスアベバ |
| ベナン | コトヌー |
| ブルキナファソ | ワガドゥグー |
| コンゴ民主共和国 | キンシャサ |
| アンゴラ | クアトロ・デ・フェベレイロ |
| ガンビア | バンジュール |
| ギニア | コナクリ |
| ガボン | リーブルヴィル |
| 南アフリカ共和国 | ヨハネスブルグ、ケープタウン、ダーバン |
| ザンビア | ルサカ |
| 南スーダン | ジュバ |
| セネガル | ダカール |
| アジア | |
| 日本 | 東京/成田、東京/羽田、大阪/関西 |
| 韓国 | ソウル/仁川 |
| 台湾 | 台北/桃園 |
| 中国 | 北京/首都、上海/浦東、広州 |
| 香港 | 香港 |
| タイ | バンコク/スワンナプーム、プーケット |
| フィリピン | マニラ |
| シンガポール | シンガポール |
| マレーシア | クアラルンプール |
| カンボジア | プノンペン |
| キルギス | ビシュケク |
| スリランカ | コロンボ |
| カザフスタン | アルマトイ、ヌルスルタン、テュルキスタン、アクタウ |
| ネパール | カトマンズ |
| パキスタン | ラホール、イスラマバード、カラチ |
| ウズベキスタン | タシュケント、ウルゲンチ、サマルカンド、ブハラ、フェルガナ |
| トルクメニスタン | アシガバート |
| タジキスタン | ドゥシャンベ |
| バングラデシュ | ダッカ |
| モルディブ | マレ |
| インドネシア | ジャカルタ、デンパサール |
| ベトナム | ハノイ、ホーチミン |
| モンゴル | ウランバートル |
| 中東 | |
| サウジアラビア | ジッダ、メディーナ、リヤド、フフーフ、ダンマン、タブーク、ターイフ、ブライダフ                                                                                      |
| シリア | ダマスカス、アレッポ |
| イラク | キルクーク、バスラ、バグダート、アルビル、ナジャフ |
| アラブ首長国連邦 | アブダビ、ドバイ |
| オマーン | マスカット |
| レバノン | ベイルート |
| クウェート | クウェート |
| ヨルダン | アカバ、アンマン |
| イラン | テヘラン、シーラーズ、マシュハド、タブリーズ、イスファハン |
| バーレーン | バーレーン |
| アフガニスタン | カブール |
| カタール | ドーハ |
| オセアニア | |
| オーストラリア | シドニー、メルボルン |
| ヨーロッパ | |
| スウェーデン | ストックホルム、ヨーテボリ |
| フィンランド | ヘルシンキ、ロヴァニエミ |
| ポーランド | ワルシャワ、クラクフ |
| イギリス | ロンドン（ヒースロー、スタンステッド、ガトウィック） |
| イギリス | マンチェスター、エディンバラ、バーミンガム |
| フランス | リヨン、ニース、パリ、マルセイユ、ボルドー、トゥールーズ |
| イタリア | ミラノ、ローマ、ヴェネツィア、ボローニャ、トリノ、カターニア、ナポリ、バーリ、パレルモ                                                                              |
| スペイン | バルセロナ、マドリード、ビルバオ、マラガ、バレンシア、セビリア |
| キプロス | レフコシャ |
| ロシア | サンクトペテルブルク、モスクワ/ブヌコボ、カザン |
| オーストリア | ウィーン、ザルツブルク |
| スイス | バーゼル、ジュネーヴ、チューリッヒ |
| ノルウェー | オスロ |
| デンマーク | コペンハーゲン、ビランド |
| オランダ | アムステルダム |
| ドイツ | ベルリン、ケルン、デュッセルドルフ、フランクフルト、ハンブルク、ハノーファー、ミュンヘン、ニュルンベルク、シュトゥットガルト、ブレーメン、ライプツィヒ              |
| ルクセンブルク | ルクセンブルク |
| モンテネグロ | ティヴァト、ポドゴリツァ |
| モルドバ | キシナウ |
| ラトビア | リガ |
| リトアニア | ヴィリニュス |
| アイルランド | ダブリン |
| ハンガリー | ブダペスト |
| クロアチア | ザグレブ、ドブロブニク |
| 北マケドニア | スコピエ、オフリド |
| ベルギー | ブリュッセル |
| ボスニア・ヘルツェゴビナ | サラエヴォ |
| アゼルバイジャン | バクー |
| ジョージア | トビリシ、バトゥミ |
| エストニア | タリン |
| ブルガリア | ソフィア、ヴァルナ |
| マルタ | バレッタ |
| スロベニア | リュブリャーナ |
| セルビア | ベオグラード |
| ルーマニア | ブカレスト、コンスタンツァ、クルージュ ナポカ |
| ポルトガル | リスボン、ポルト |
| ギリシャ | アテネ、テッサロニキ |
| チェコ | プラハ |
| コソボ | プリシュティナ |
| 北米 | |
| アメリカ合衆国 | シカゴ、ニューヨーク/JFK、ニューアーク、ロサンゼルス、ヒューストン、ボストン、アトランタ、サンフランシスコ、ワシントン/ダレス、マイアミ、シアトル、ダラス、デンバー |
| カナダ | トロント、モントリオール、バンクーバー |
| 南米 | |
| ブラジル | サンパウロ |
| チリ | サンティアゴ |
| アルゼンチン | ブエノスアイレス |
| ベネズエラ | カラカス |
| コロンビア | ボゴタ |

## 保有機材

### リスト
| 機材                              | 保有数 | 発注数 | 座席数 | 座席数 | 座席数 | 備考                          |
| 機材                              | 保有数 | 発注数 | C      | Y      | 計     | 備考                          |
| --------------------------------- | ------ | ------ | ------ | ------ | ------ | ----------------------------- |
| エアバスA319-100                  | 6      | -      | -      | 132    | 132    |                               |
| エアバスA320-200                  | 20     | 2      | -      | 159    | 159    |                               |
| エアバスA320-200                  | 20     | 2      | -      | 180    | 180    |                               |
| エアバスA320-200                  | 20     | 2      | -      | 186    | 186    |                               |
| エアバスA321-200                  | 67     | -      | 20     | 158    | 178    |                               |
| エアバスA321-200                  | 67     | -      | 16     | 164    | 180    |                               |
| エアバスA321-200                  | 67     | -      | -      | 194    | 194    |                               |
| エアバスA321-200                  | 67     | -      | -      | 220    | 220    |                               |
| エアバスA321neo                   | 57     | 190    | 20     | 162    | 182    | AJet分の発注を含む            |
| エアバスA321neo                   | 57     | 190    | 16     | 174    | 190    | AJet分の発注を含む            |
| エアバスA330-200                  | 12     | -      | 18     | 232    | 250    | うち1機は復刻塗装機「串本号」 |
| エアバスA330-200                  | 12     | -      | 24     | 222    | 246    | うち1機は復刻塗装機「串本号」 |
| エアバスA330-200                  | 12     | -      | 24     | 255    | 279    | うち1機は復刻塗装機「串本号」 |
| エアバスA330-300                  | 37     | -      | 28     | 261    | 289    |                               |
| エアバスA330-300                  | 37     | -      | 40     | 265    | 305    |                               |
| エアバスA330-300                  | 37     | -      | -      | 367    | 367    |                               |
| エアバスA350-900                  | 28     | 62     | 28     | 288    | 316    |                               |
| エアバスA350-900                  | 28     | 62     | 32     | 297    | 329    |                               |
| エアバスA350-1000                 | -      | 15     | 不明   | 不明   | 不明   |                               |
| ボーイング737-800                 | 40     | -      | 16     | 135    | 151    |                               |
| ボーイング737-900ER               | 15     | -      | 16     | 135    | 151    |                               |
| ボーイング737-900ER               | 15     | -      | 16     | 153    | 169    |                               |
| ボーイング737-8 MAX               | 20     | -      | 16     | 135    | 151    |                               |
| ボーイング737-9 MAX               | 5      | -      | 16     | 153    | 169    |                               |
| ボーイング777-300ER               | 30     | -      | 49     | 300    | 349    |                               |
| ボーイング777-300ER               | 1      | -      | 14     | 478    | 492    |                               |
| ボーイング777-300ER               | 3      | -      | 28     | 372    | 400    | ケニア航空からのリース機材    |
| ボーイング777-300ER               | 2      | -      | 7      | 524    | 531    | IndiGoへリース中              |
| ボーイング787-9                   | 23     | 7      | 30     | 270    | 300    |                               |
| ターキッシュ エアラインズ・カーゴ |        |        |        |        |        |                               |
| エアバスA330-200F                 | 10     | -      | 貨物   | 貨物   | 貨物   |                               |
| エアバスA350F                     | -      | 5      | 貨物   | 貨物   | 貨物   |                               |
| ボーイング777F                    | 8      | 4      | 貨物   | 貨物   | 貨物   |                               |
| 計                                | 384    | 285    |        |        |        |                               |

### 過去の保有機材
- アブロ RJ70/RJ100
- エアバスA300B4
- エアバスA310-200/300
- エアバスA321-100
- エアバスA340-300
- ボーイング707
- ボーイング727
- ボーイング737-400/500
- ボーイング737-700
- カーチス・キングバード
- デ・ハビランド DH.89 ドラゴン・ラピード
- デ・ハビランド エクスプレス
- デ・ハビランド ドミニー
- デ・ハビランド DH.114 ヘロン
- デ・ハビランド・カナダ DHC-7
- ダグラス DC-3
- ダグラス DC-7
- ダグラス C-47 スカイトレイン
- フォッカー F27
- フォッカー F28
- ユンカース F.13
- ユンカース Ju 52
- マクドネル・ダグラス DC-9-10/30
- マクドネル・ダグラス DC-10-10/30
- マクドネル・ダグラス MD-83
- マクドネル・ダグラス MD-90
- ツポレフ ANT-9
- ビッカース バイカウント

### ギャラリー

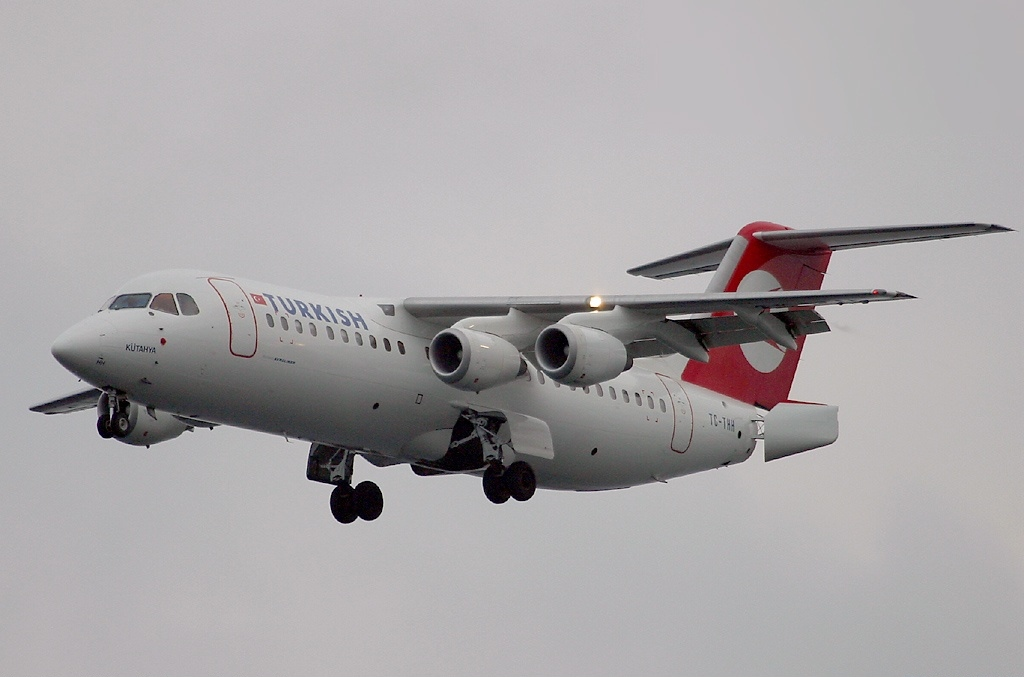
アブロ RJ100（旧塗装）
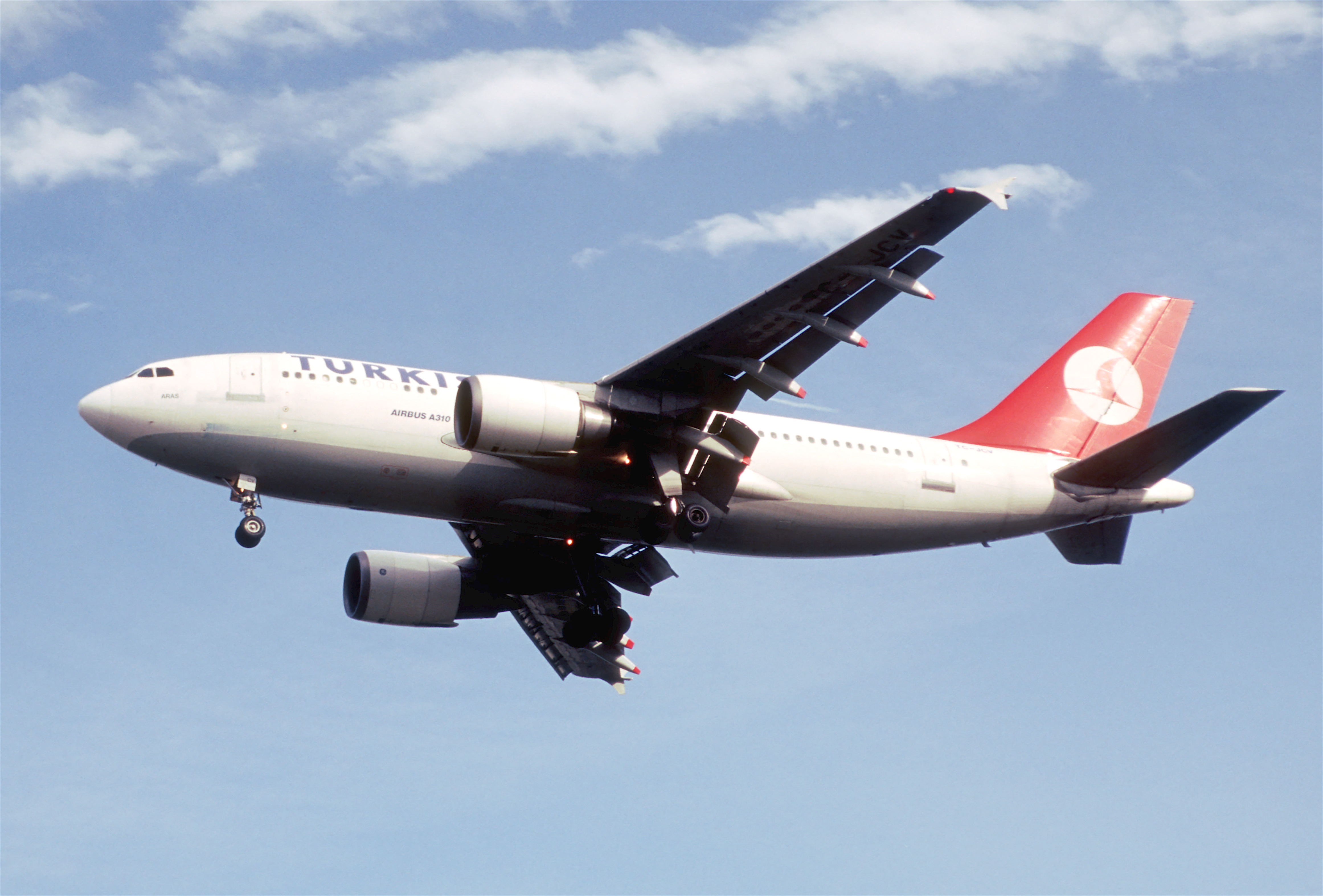
エアバスA310-300（旧塗装）
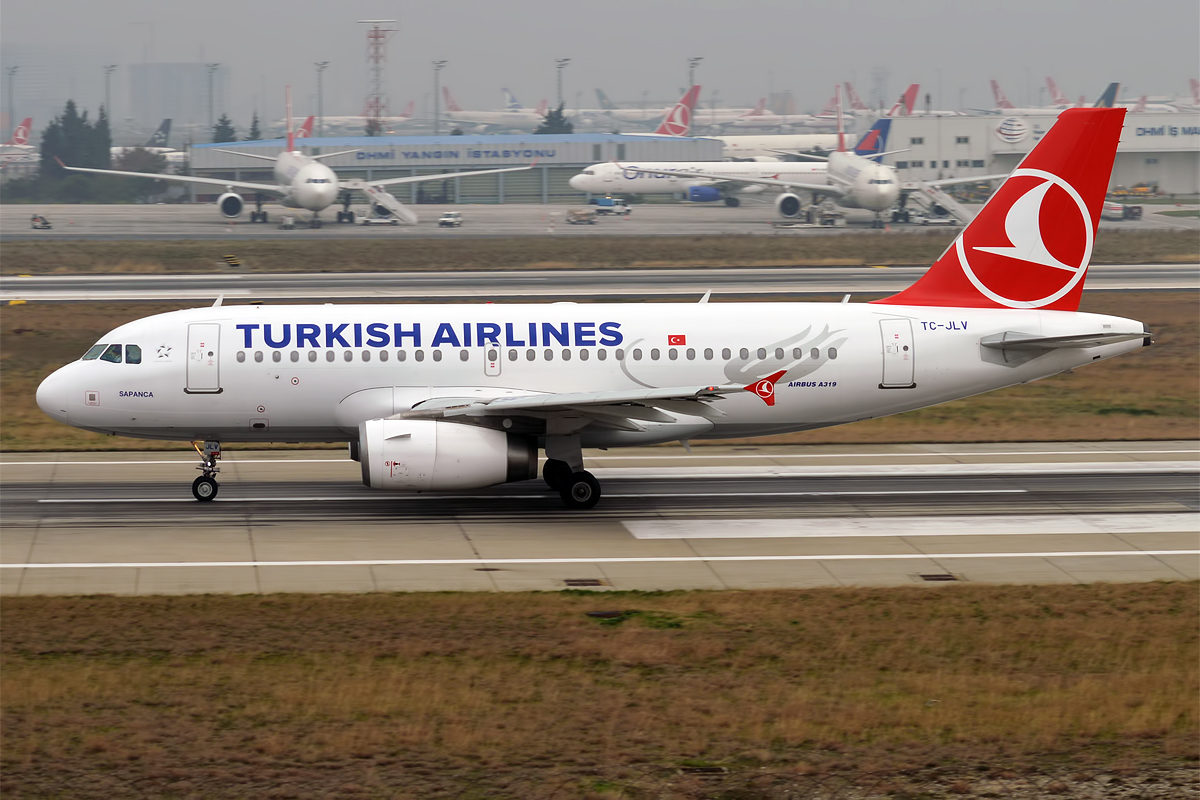
エアバスA319-100
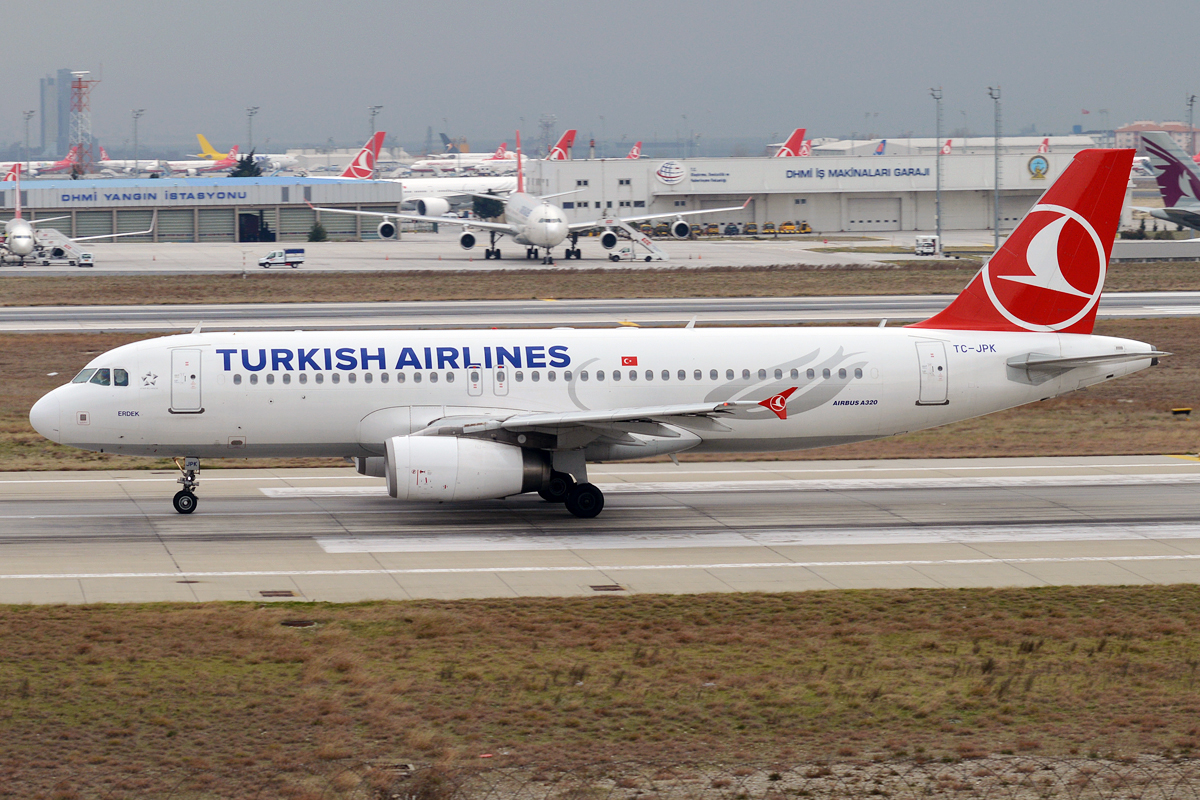
エアバスA320-200
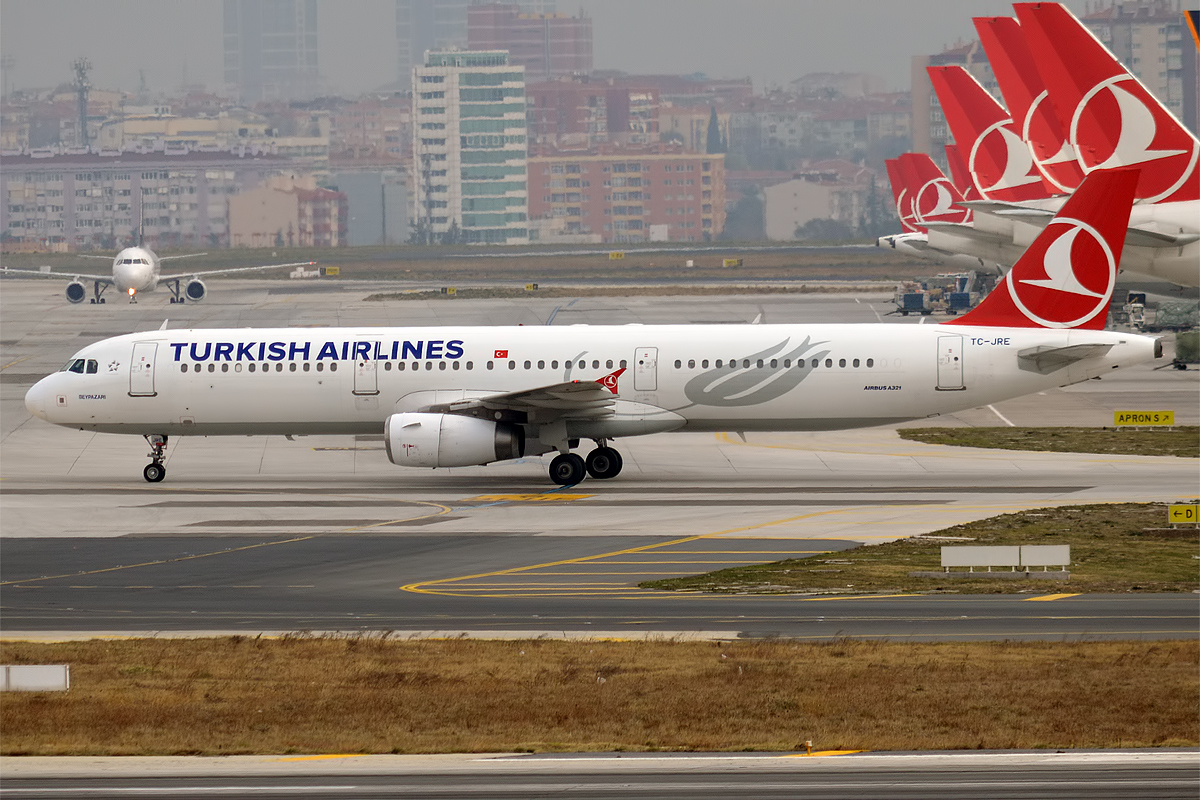
エアバスA321-200
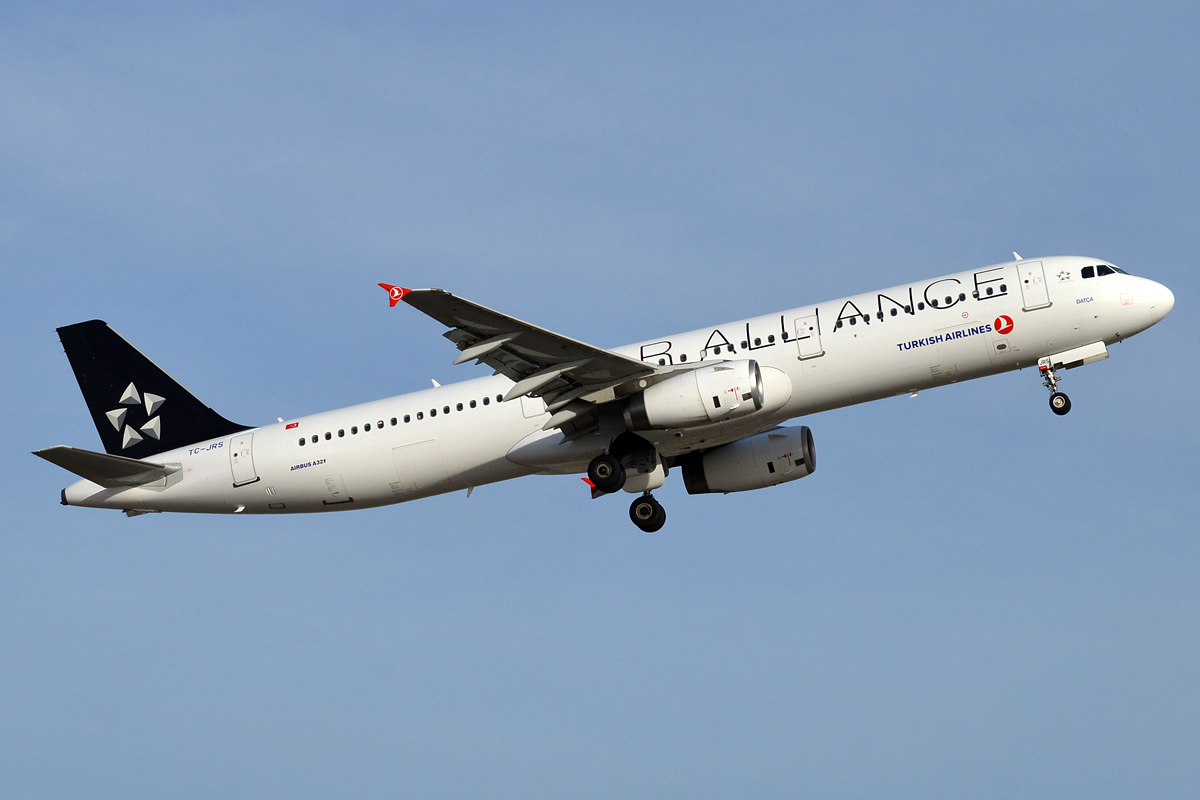
エアバスA321-200（スターアライアンス塗装）
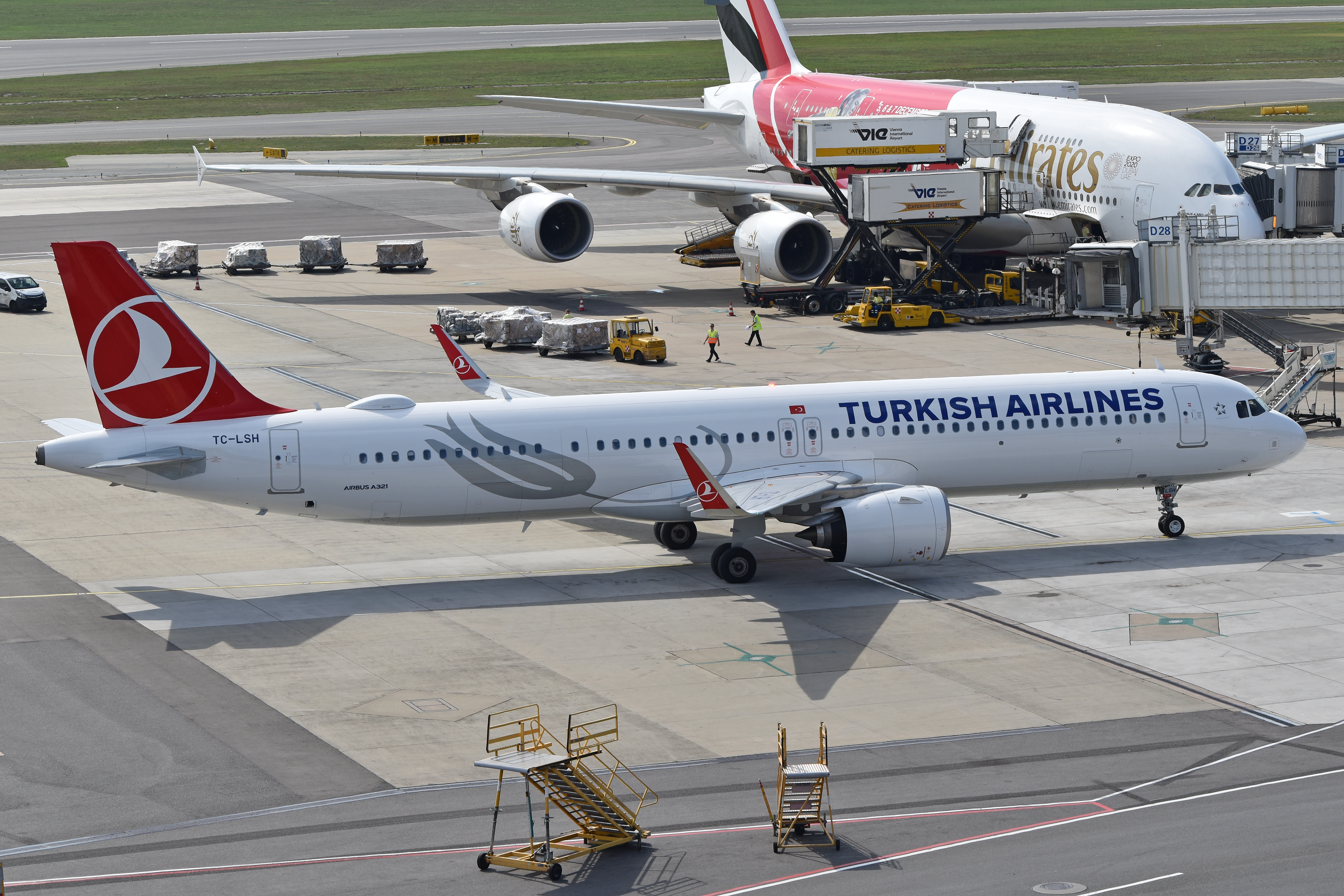
エアバスA321neo
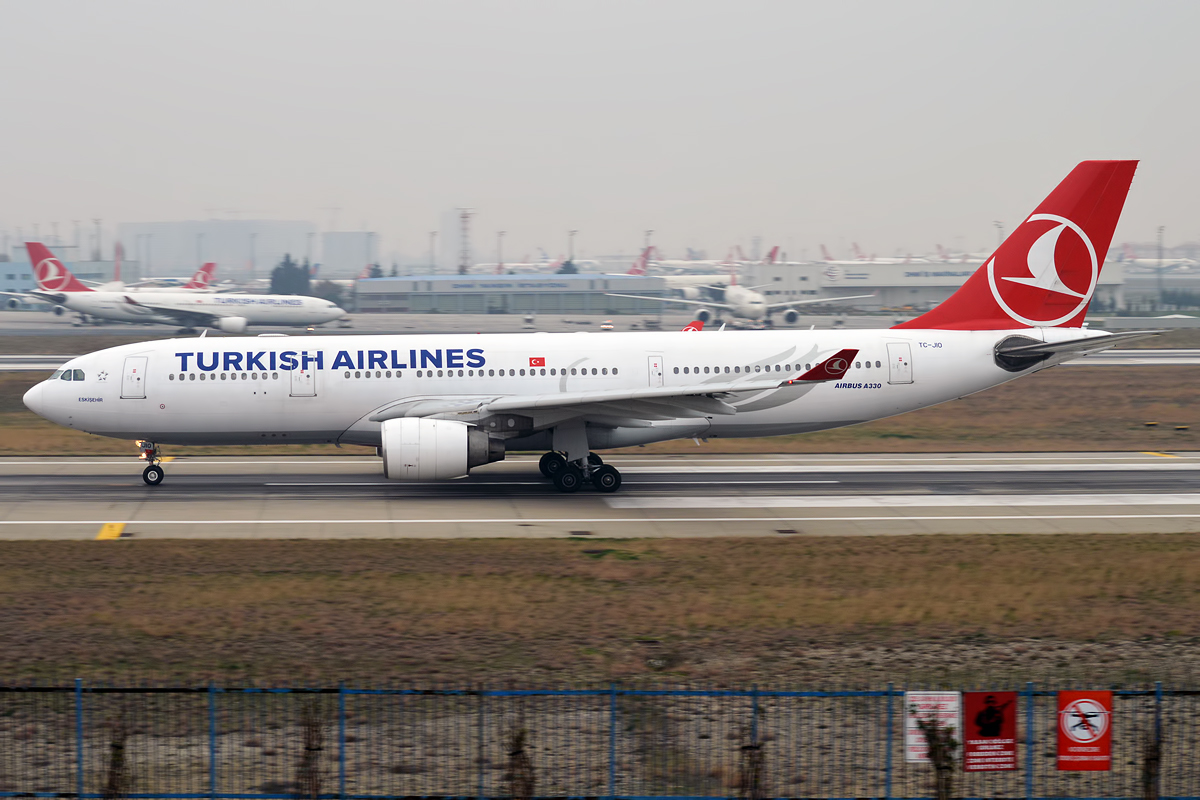
エアバスA330-200
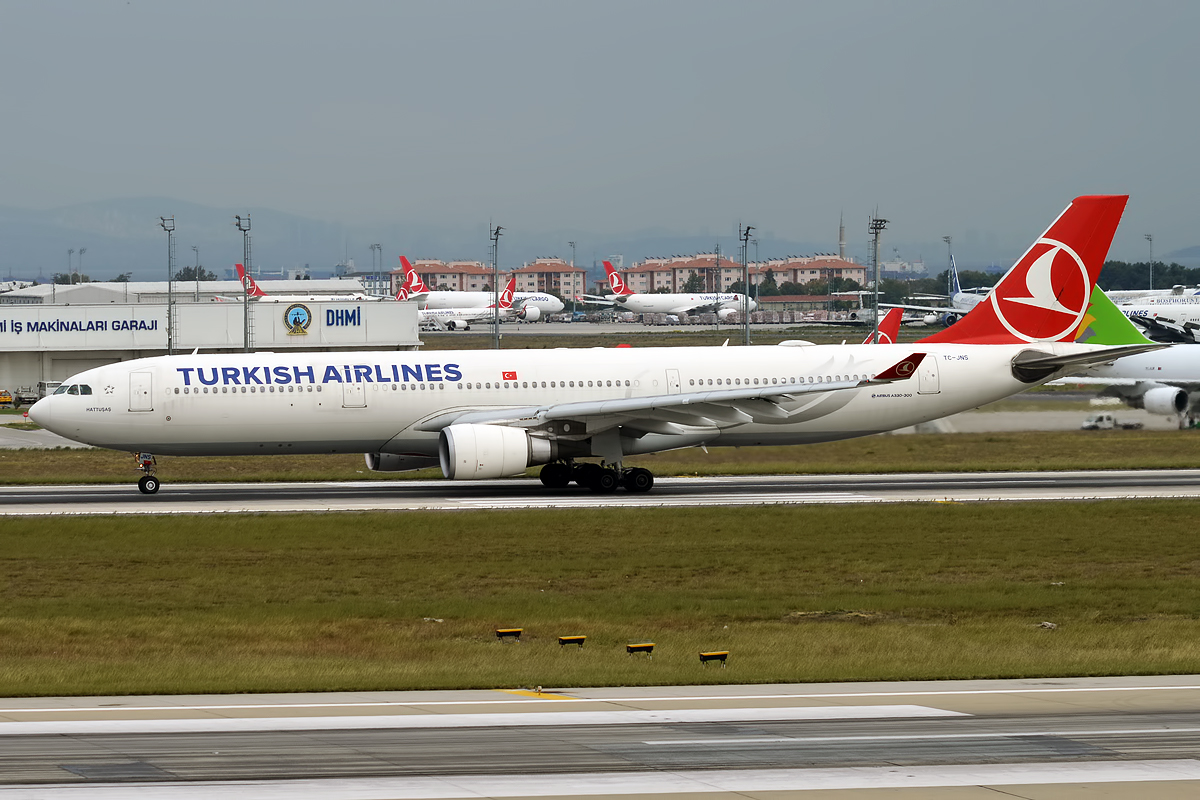
エアバスA330-300
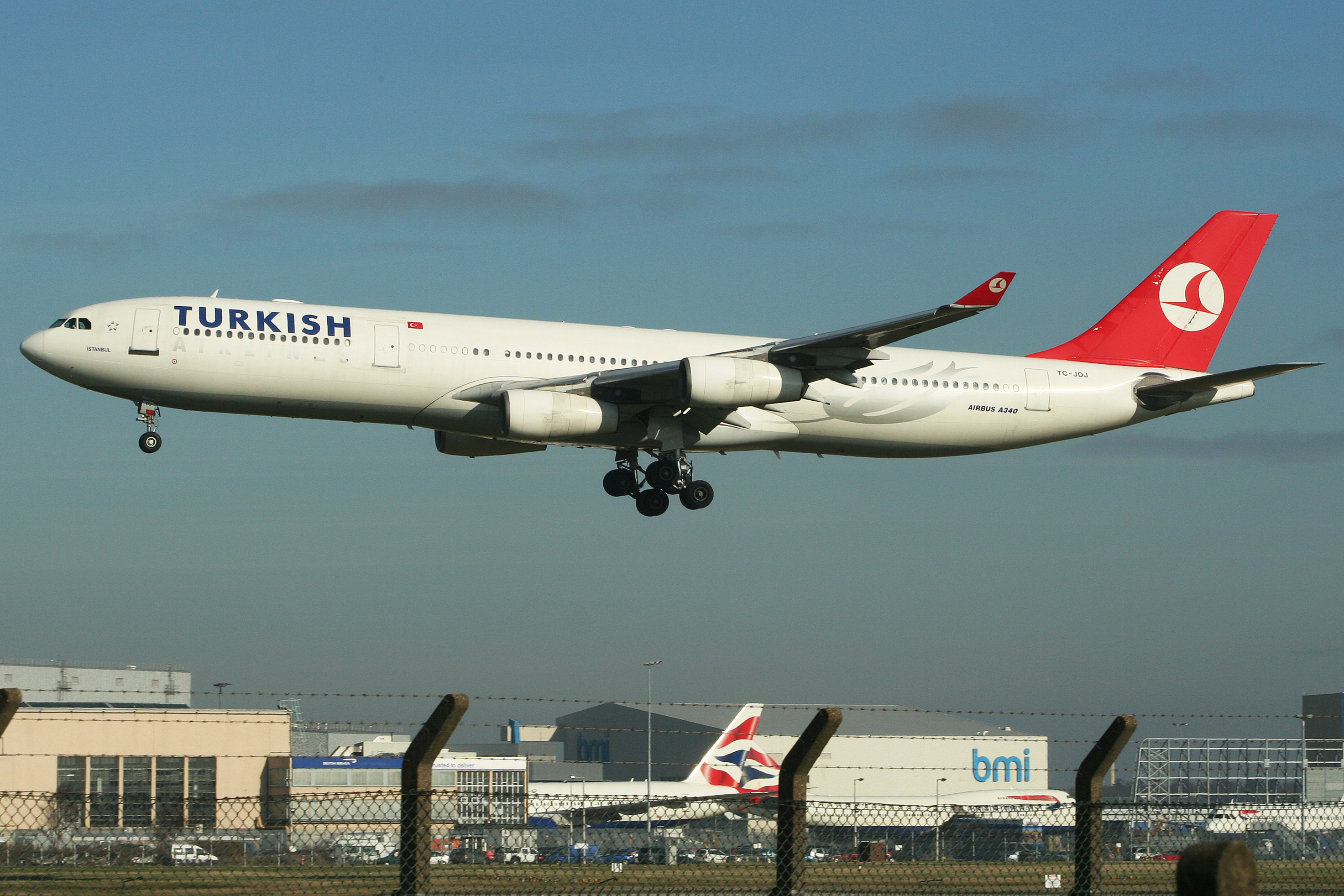
エアバスA340-300（旧塗装）
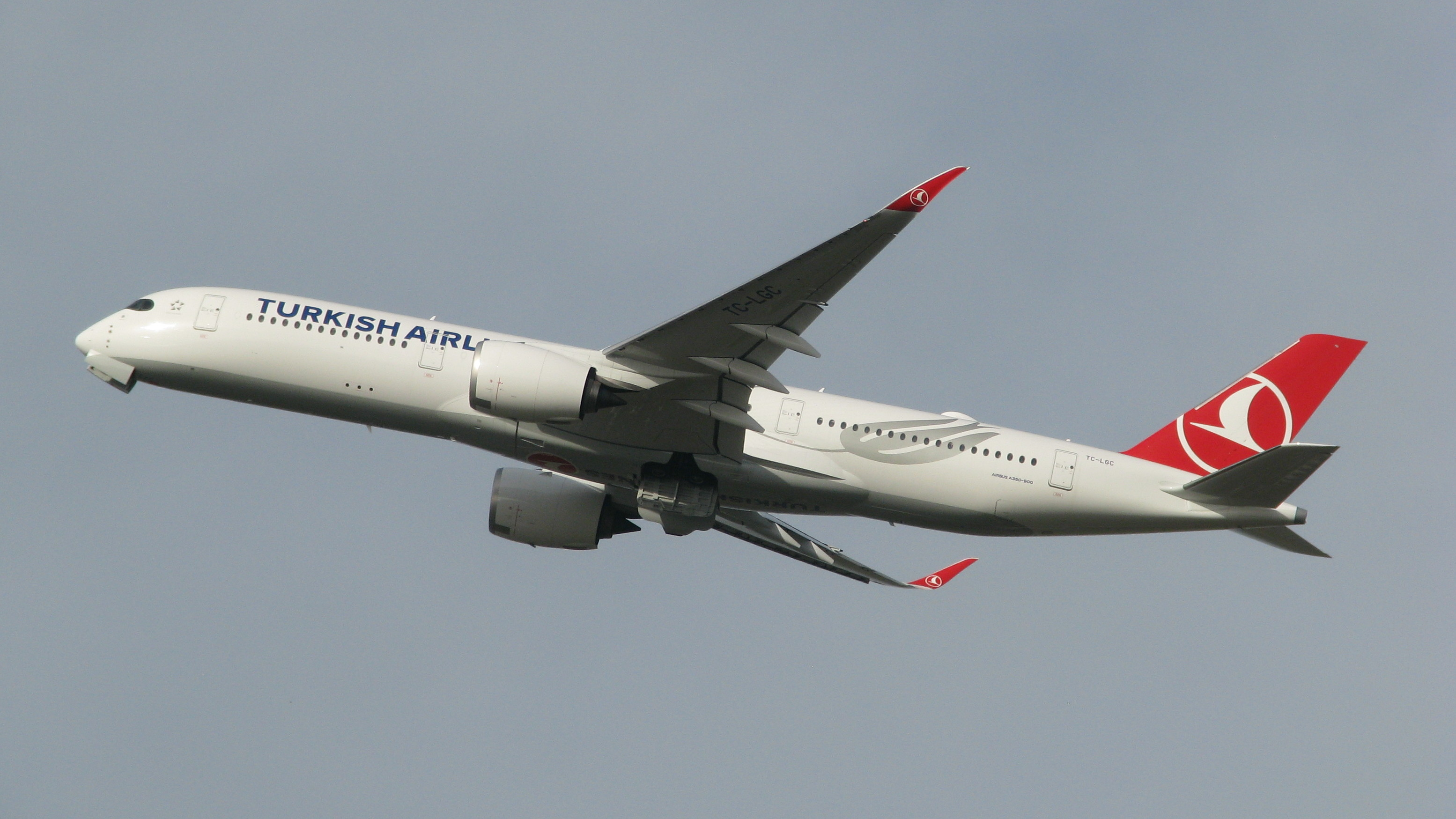
エアバスA350-900
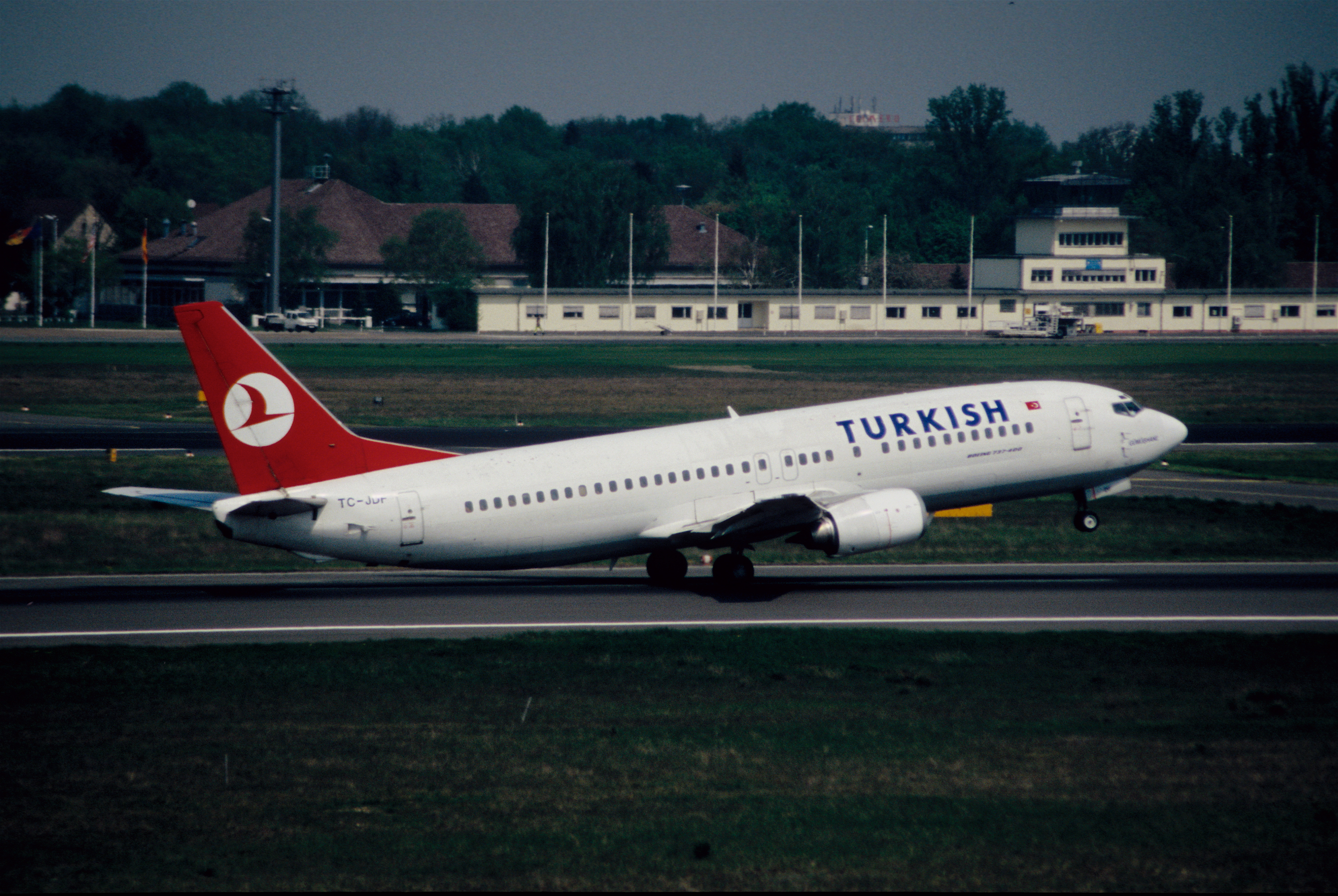
ボーイング737-400（旧塗装）
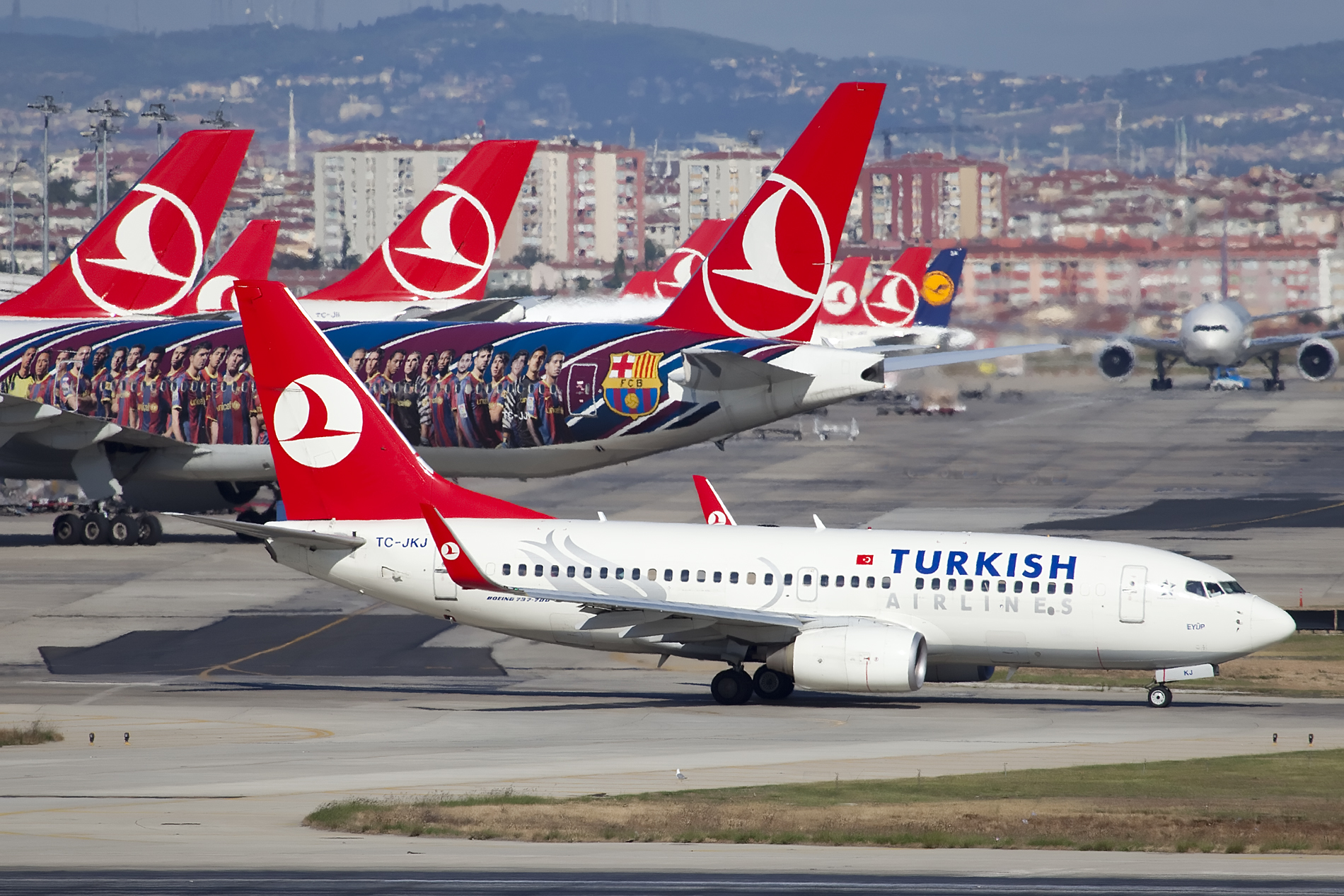
ボーイング737-700（旧塗装）
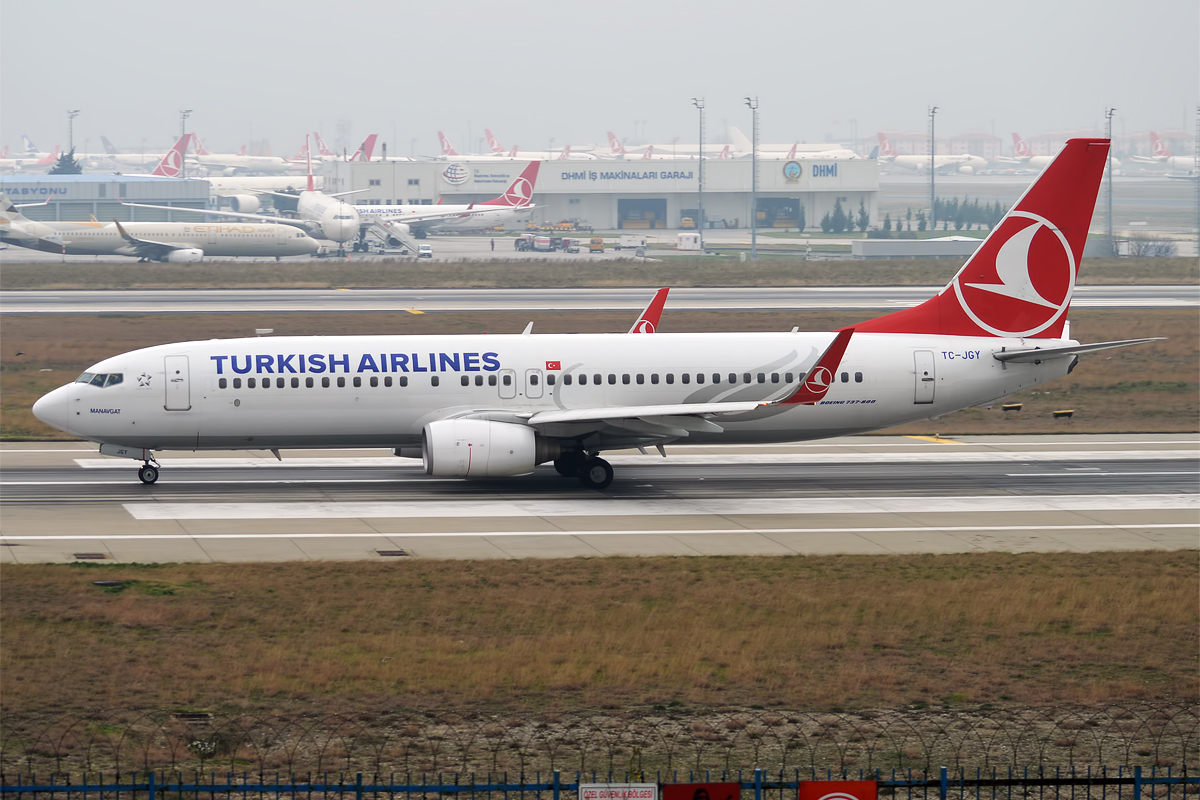
ボーイング737-800
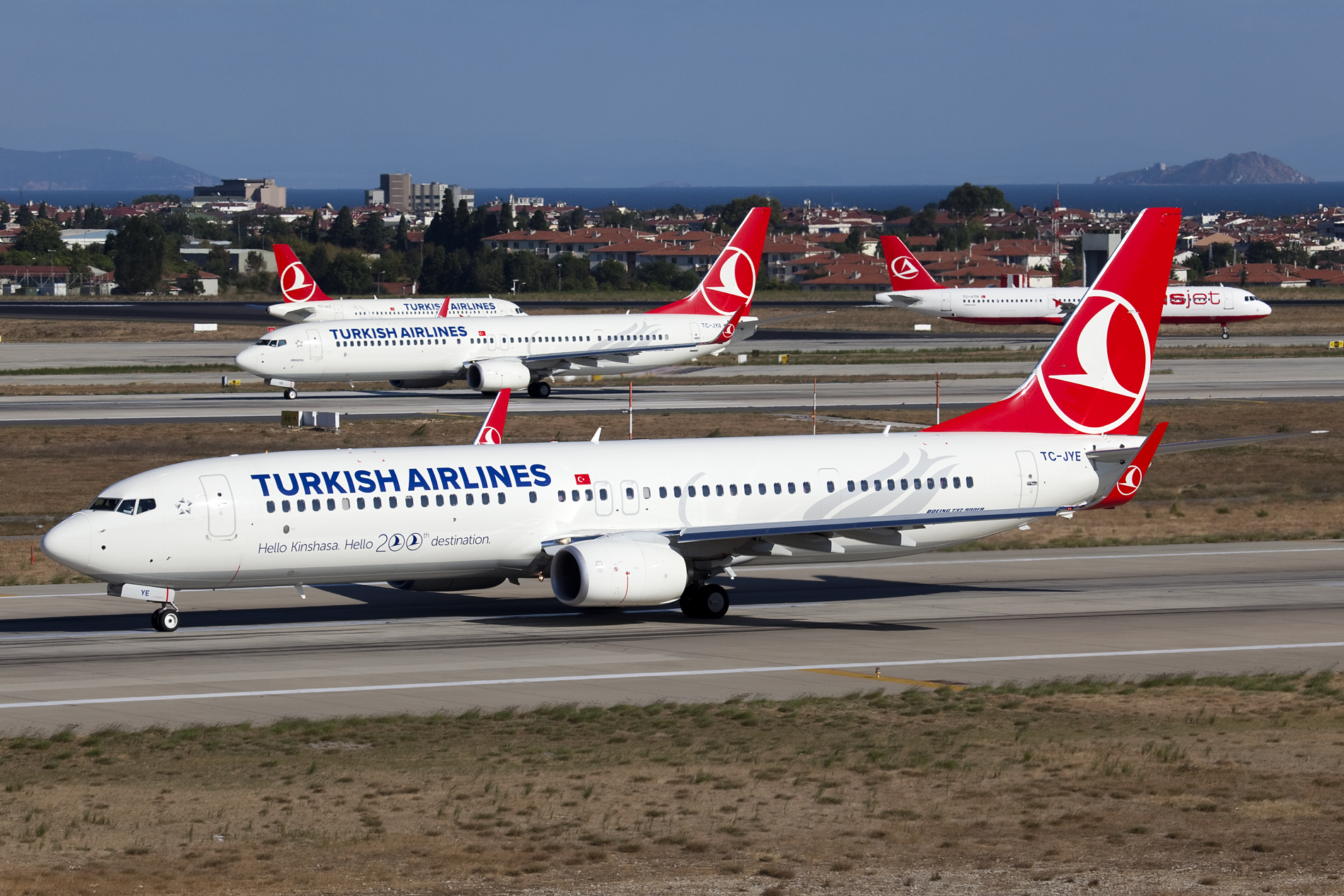
ボーイング737-900ER
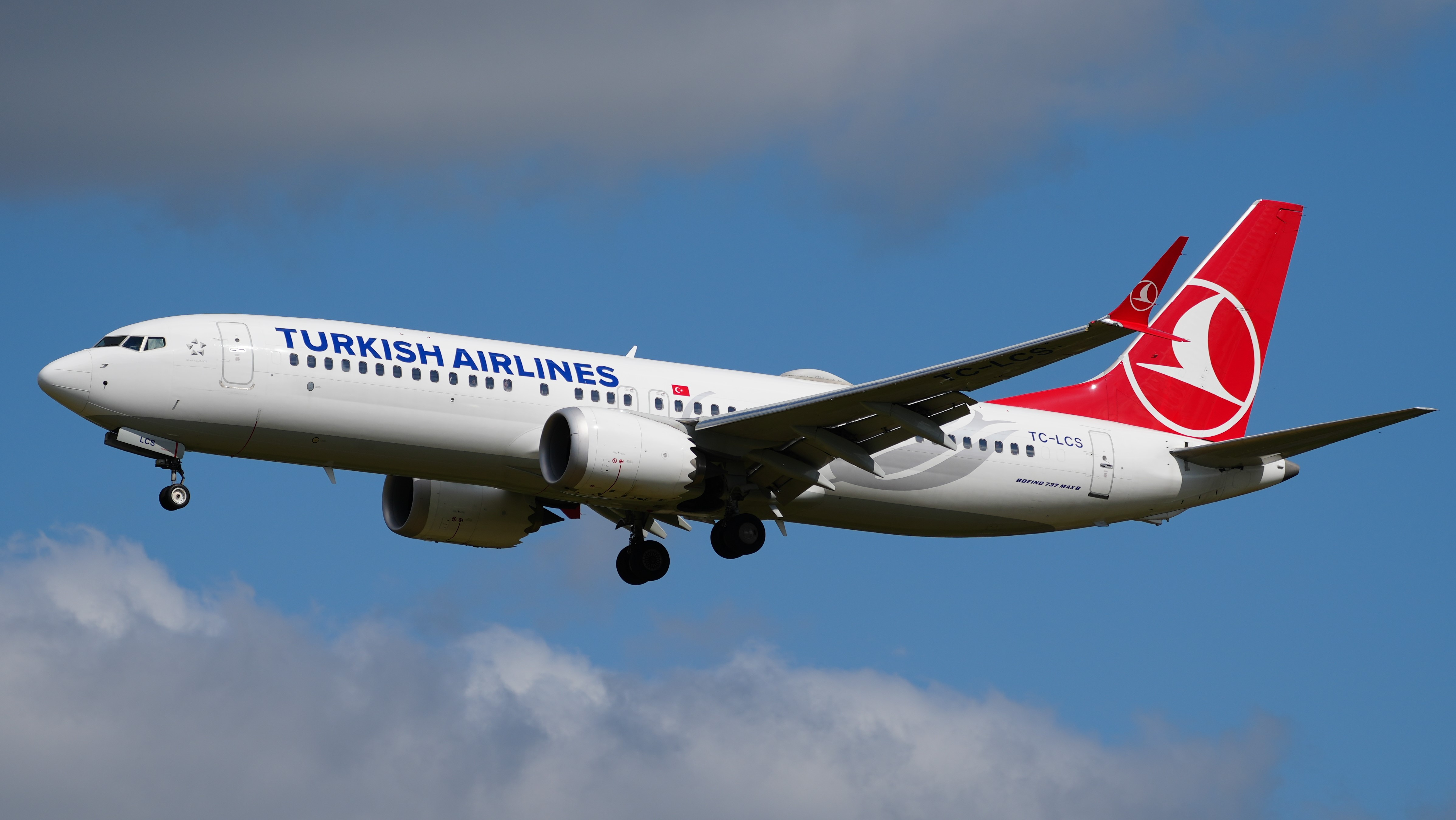
ボーイング737 MAX 8
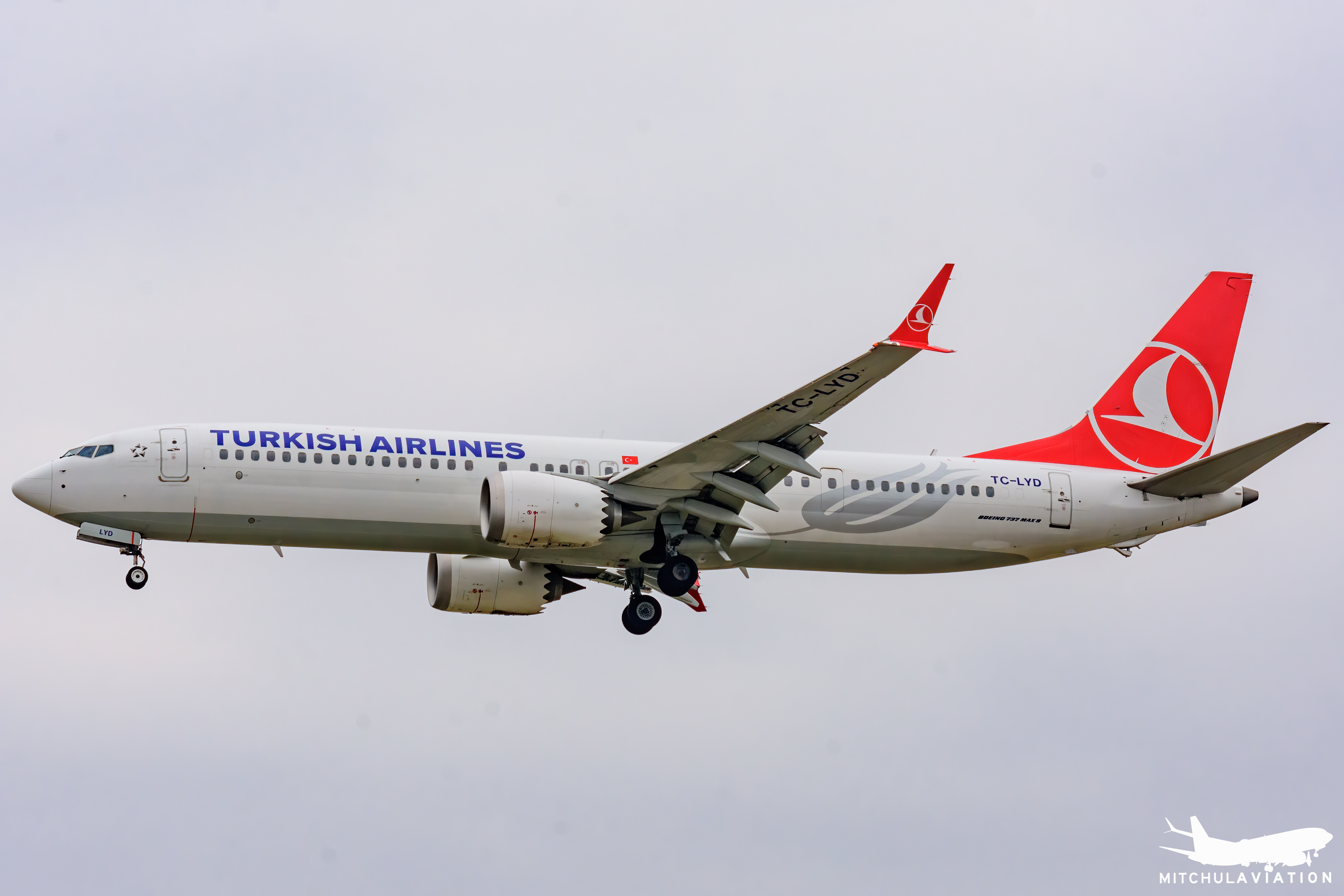
ボーイング737 MAX 9
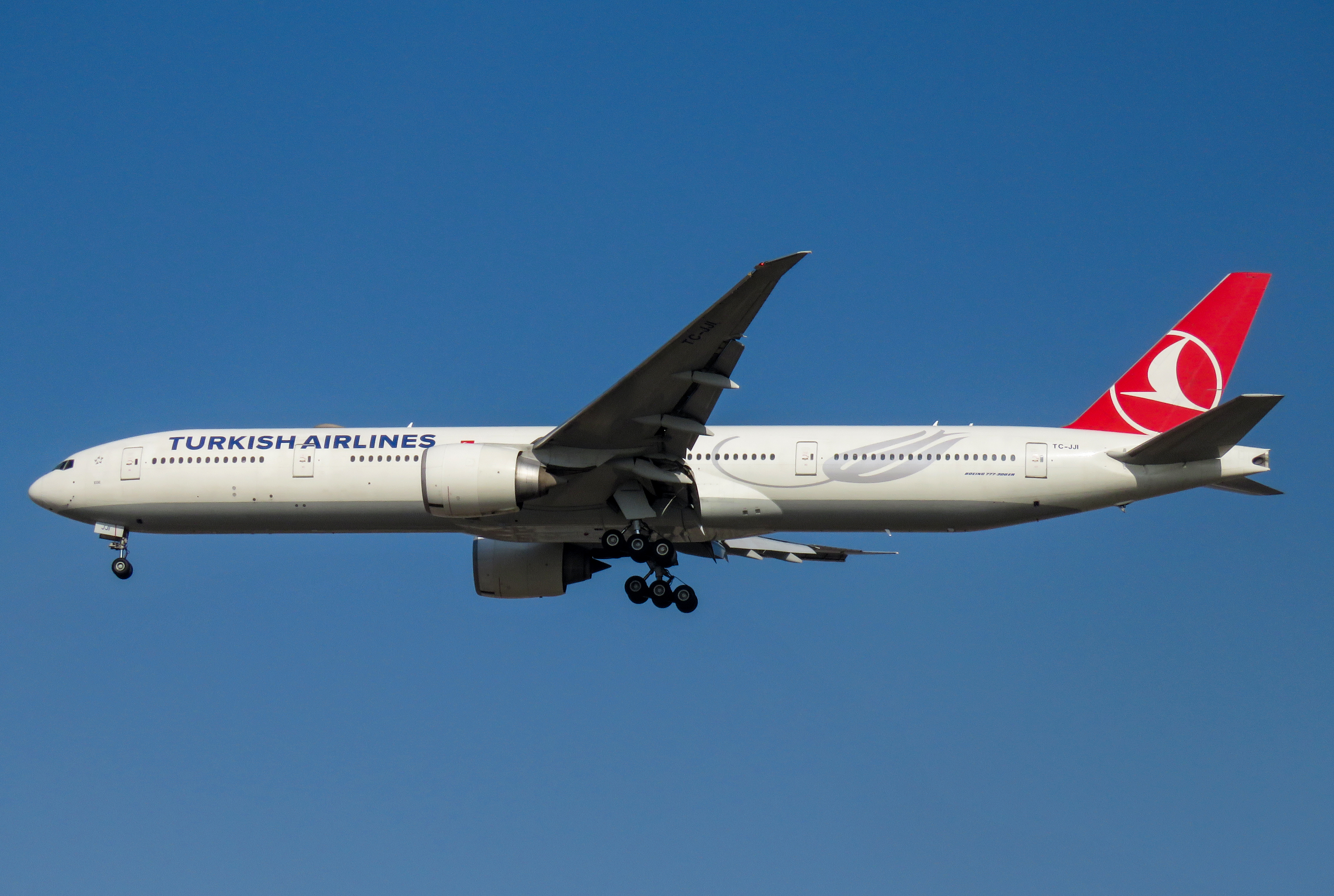
ボーイング777-300ER
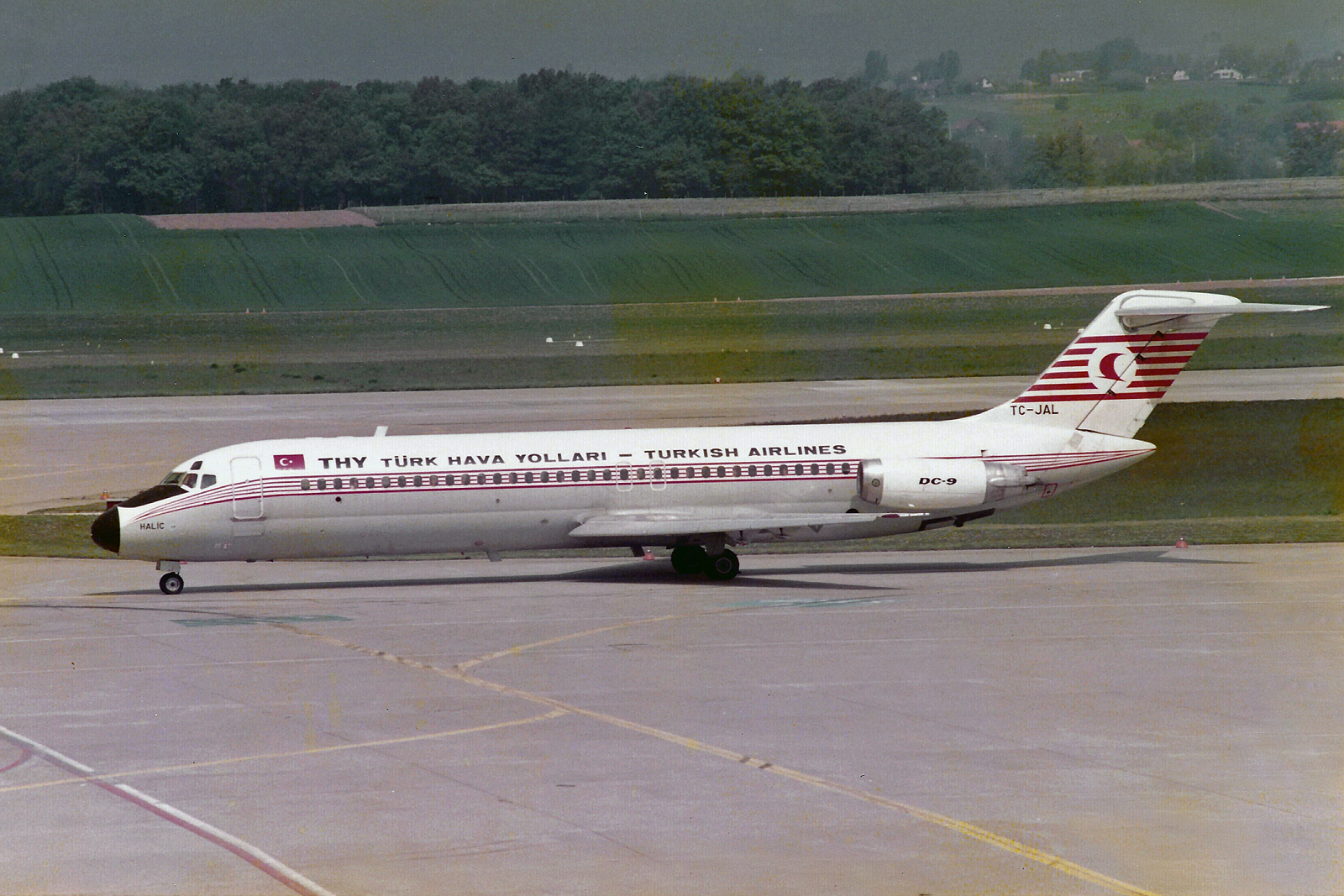
マクドネル・ダグラス DC-9-30（旧塗装）
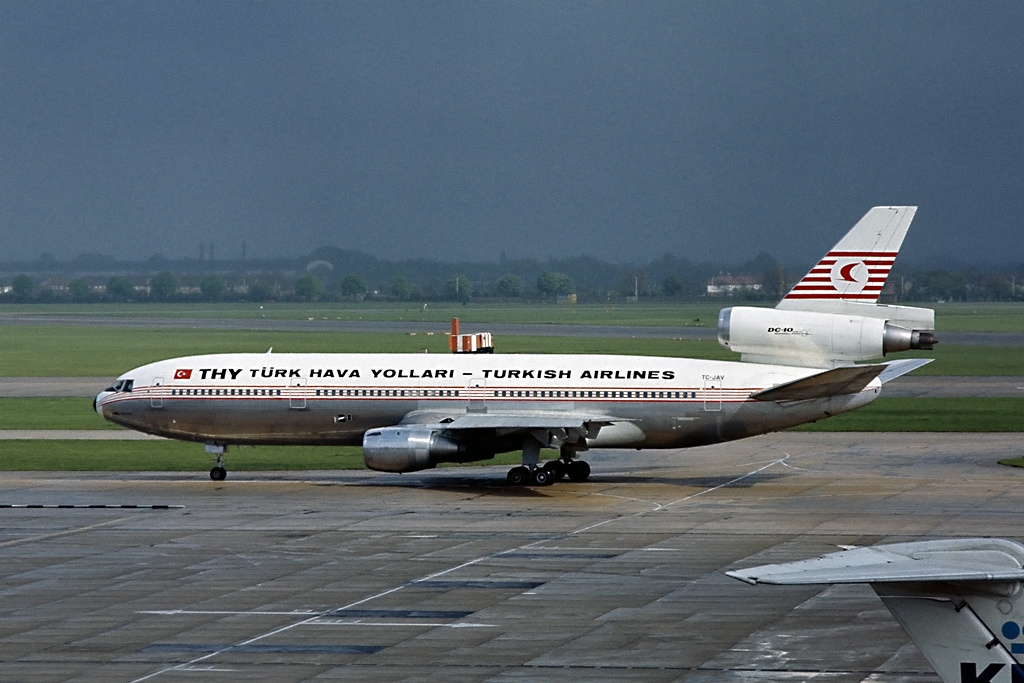
マクドネル・ダグラス DC-10-10（旧塗装）

### 備考
ボーイング777-300ER は自社発注した5機目（機体番号:TC-JJE）の新造機より新塗装で納入され、それ以降はボーイング737-800を含めた新造機ならびにリース導入分を含め全て新塗装で納入されている。最初に導入した旧塗装4機のB777-300ERは、2機ずつジェットエアウェイズとタイ国際航空へそれぞれ移籍した。
世界でも珍しく、エアバスA330において選択できる全てのエンジンメーカー(GE、プラット・アンド・ホイットニー、ロールスロイス)のエンジンを装備した機材を保有している。
同社が発注したA350-900に関して、一部アエロフロート・ロシア航空発注分の機体を導入することが決まっている。これは、ロシアが2022年よりウクライナ侵攻を開始した事による経済制裁のために引渡しができない機体を同社が受領することになったためである。なお、コンフィグなどに関してはアエロフロート仕様のままでの納入が決まっているほか、機体塗装がアエロフロートのまま、タイトルのみターキッシュエアラインズとなった機体が納入されている。
同社はエアバスA380、ボーイング747-8インターコンチネンタルの超大型機を導入する計画があるが、A380・B747-8ICともに製造中止となるため導入は不可能になると予想される。
同社が発注したボーイング社製航空機の顧客番号（カスタマーコード）はF2で、航空機の形式名は737-8F2, 777-3F2ER などとなる。

## サービス

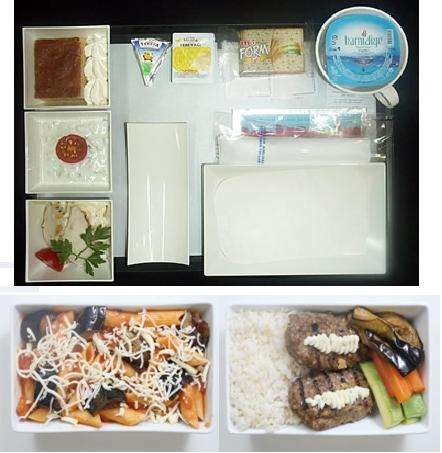
長距離国際線のエコノミークラスの機内食の例。この例では、トルコ料理のキョフテが使用されている。

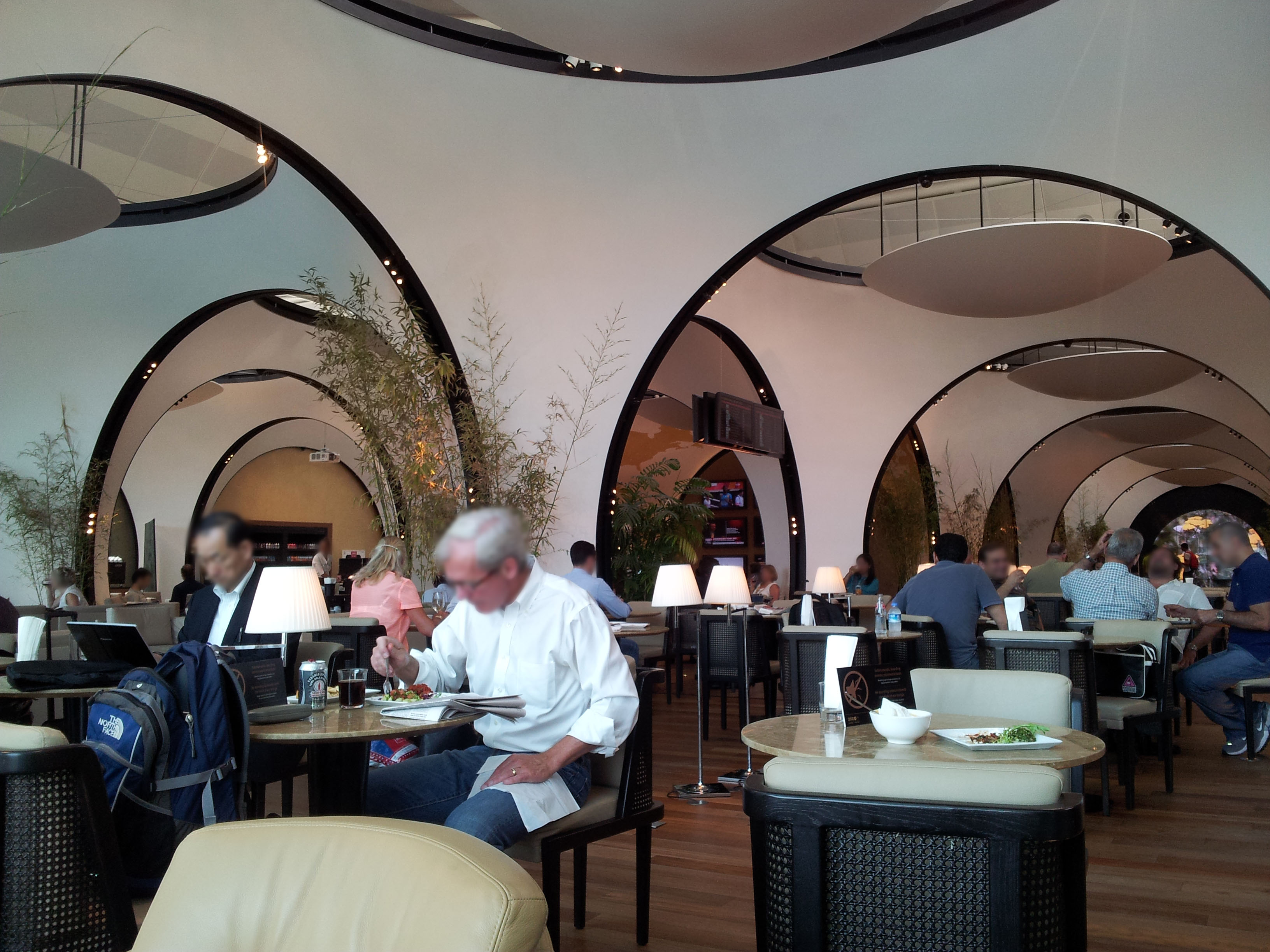
アタテュルク国際空港のターキッシュ エアラインズラウンジ

- ボーイング777-300ERでは、機内Wi-Fi接続が可能である。
- 機内食に力を入れており、オーストリアのケータリング会社Do & Co（ドイツ語版）社が監修を行っている。ビジネスクラスでは同社の本物のシェフが機内食の盛り付けや配膳を行う[19]。
- アタテュルク国際空港での国際線同士の乗り継ぎが、乗り継ぎ時間の関係でその日のうちに行えない場合（最短接続時間のフライト乗り継ぎがビジネスクラスで7時間以上、エコノミークラスで10時間以上）、無料でトランジットホテルに宿泊できるサービスを行っている。
- 2011年にはアタテュルク国際空港のラウンジを改修し、3,000平方メートルにライブラリー、子供用の遊戯室、シャワー、ビリヤード場などを備えた大規模なラウンジとなっている[20]。
- サービスには比較的高い評価を得ており、スカイトラックスの「World Airlines Awards」では2011年から2015年まで5年連続で「The Best Airline in Europe[注 1]」に選ばれている[21][22][23]。また、2013年のスカイトラックス「World Airline Awards」でも第9位にランクインし[24]、2014年には順位を上げて第5位、2015年には第4位となった[25][26] ほか、同2014年のスカイトラックス番付では上述の機内食やラウンジのサービス向上策が功を奏して、「ビジネスクラス機内食部門」で1位[27]、「エコノミークラス機内食部門」で2位[28]、ビジネスクラスラウンジでの食事部門で1位[29] の評価を得た。

## 受賞歴
- 2011年-2015年 – スカイトラックス The Best Airline in Europe[30]

## 日本との関係

### 運航便
正確な情報は公式サイトを参照
| 便名      | 路線           | 路線      | 機材                                    | ※コードシェア |
| --------- | -------------- | --------- | --------------------------------------- | ------------- |
| TK198/199 | イスタンブール | 東京/羽田 | ボーイング777-300ER                     | MS、NH        |
| TK50/51   | イスタンブール | 東京/成田 | - ボーイング777-300ER - ボーイング787-9 | MS、NH        |
| TK86/87   | イスタンブール | 大阪/関西 | - ボーイング777-300ER - ボーイング787-9 | NH            |

コードシェア
- MS-エジプト航空
- NH-全日本空輸

### 日本との歴史
- 1989年、日本との間に定期路線を就航し、日本航空（JAL）とのコードシェア便として、成田国際空港とイスタンブール・アタテュルク国際空港を結んでいた[注 2]。
- 1994年10月、大阪/関西線を開設。
- 2003年12月から2006年6月まで、大阪/関西線を運休。
- 2008年4月1日、スターアライアンス加盟に伴い、日本路線のコードシェア相手を日本航空（JAL）から全日本空輸（ANA）に変更することが発表された[31]。
- 2013年4月1日から、大阪/関西線をデイリー運航に増便。
- 2013年シーズンより、Jリーグのフットボールクラブである大宮アルディージャのオフィシャルスポンサーに就任。
- 2017年2月1日から、大阪/関西線を運休する。
- 2020年3月26日から、東京/成田線を運休。
- 2020年3月30日を予定していた、東京/羽田-イスタンブール線の開設も延期[32]。
- 2020年7月4日から、東京/羽田線に週2便で就航。
- 2022年12月15日より、東京/成田線の運航を再開。
- 2023年12月12日から、大阪/関西線の運航を7年ぶりに再開[33]。
- 2025年2月5日　成田空港ターミナル1南ウィング、サテライト4に自社ラウンジを開設した[34]。
- 2025年3月から、成田線と関空線を毎日運航に増便。

### イラン・イラク戦争での日本との関係

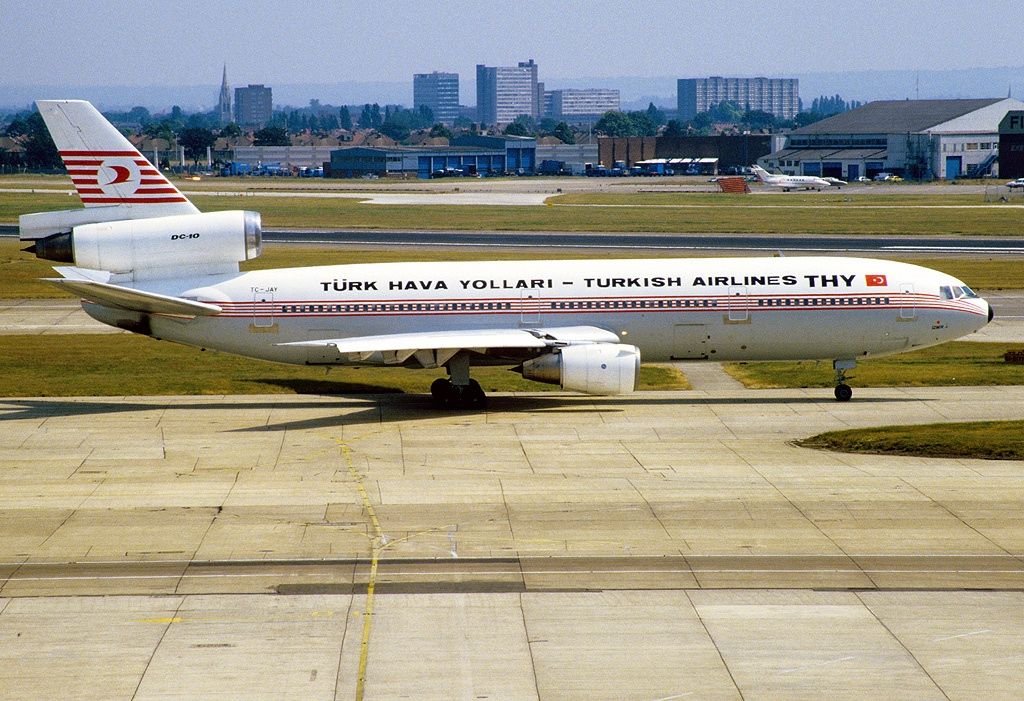
日本人を運んだトルコ航空所属のDC-10「イズミル」号 (機体記号TC-JAY)

イラン・イラク戦争中の1985年3月12日、イラク軍によるイランの首都テヘランに対する空爆が開始された。テヘランの在留外国人は空爆を避けるために国外避難を準備する中、3月17日、イラクのサッダーム・フセイン大統領は「3月19日20時半以降はイランの上空を飛ぶすべての飛行機を撃ち落とす」という声明を発表した。
宣言後、イラン在住外国人は、各国の軍隊、航空会社を使っての脱出が計られた。しかし、当時日本では自衛隊の海外での活動は禁止されていた上、過去にテヘランに就航していた日本航空もすでに撤退していたため、チャーター便の運航が検討されたが、日本航空、労働組合ともに反対であったこと、前記期日までの脱出が困難であることを理由に実現しなかった。そのため、在イラン日本人200名以上は日本への脱出が不可能な事態となっていた。
イランの日本大使館の野村豊大使は、トルコ大使館のビルレル大使に窮状を訴えると大使は「わかりました。ただちに本国に求め、救援機を派遣させましょう。トルコ人ならだれもが、エルトゥールル号の遭難の際に受けた恩義を知っています。ご恩返しをさせていただきましょうとも」と返答し、2機のトルコ航空のボーイング747型機がテヘランへ派遣された。2機のトルコ航空機が215人の在留邦人（第一便198人、第二便17人）を乗せてメヘラーバード国際空港を出発し、イラン国境を越えてトルコ領空に入ったのはタイムリミット直前のことであった。なお、この時の航空機の第一機長オルハン・スヨルジュと妻ヘルガは、和歌山県串本町樫野のトルコ軍艦エルトゥールル号遭難慰霊碑への献花のため2011年3月27日に来日している。
このエピソードはのちにインターネット上の電子掲示板やメールマガジンを通じて親日国トルコのイメージを広めることに貢献し、テレビでも2004年のNHK「プロジェクトX」など、様々な番組で取り上げられた。また、2015年には日本・トルコ合作映画『海難1890』にてエルトゥールル号の出来事とともに題材となり、ターキッシュ エアラインズ（トルコ航空）も「特別協賛」の形で携わっている。
この救出の後、1999年にトルコ大地震が発生したが、その際この救出された邦人の一部が義捐金を募りトルコに贈った。また、湾岸戦争勃発1か月前の1990年12月に、当時国会議員だったアントニオ猪木が自らイラクに赴いて平和を訴えるイベントを行い、サッダーム・フセイン政権によってイラクからの出国を差し止められ事実上の人質として抑留されていた在留日本人の解放を果たしたとき、チャーター便を出してこれを助けたのも当時のトルコ航空であった。

### その他

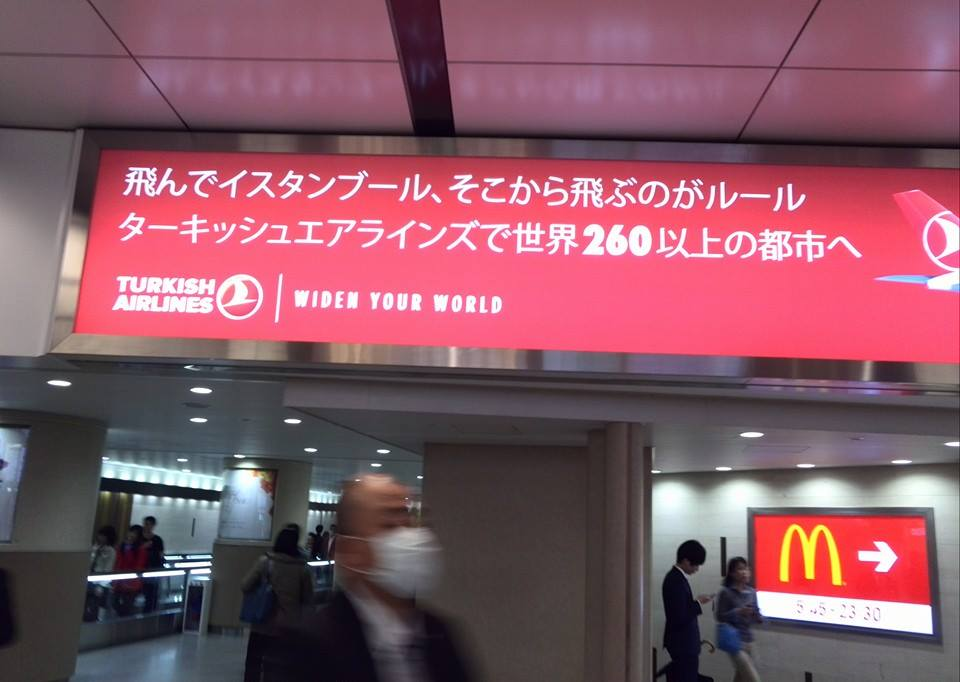
『飛んでイスタンブール』をパロディした、ターキッシュ エアラインズの広告。2015年4月6日大阪府大阪市北区で撮影。

2014年から、湘南ベルマーレとオフィシャルクラブパートナー契約を締結。同年2月から、日本での商号を「ターキッシュ エアラインズ」に変更。また同年9月、日本プロバスケットボールリーグ（bjリーグ）の冠スポンサーとなった。2015年には映画『海難1890』の特別協賛として参加している。
2015年から日本向けの宣伝に「飛んでイスタンブール、そこから飛ぶのがルール」と本作を意識し、韻を踏んだキャッチコピーを採用した。

## 事故
- 1974年3月3日、イスタンブール発ロンドン行981便のDC-10型機が、経由地であるパリのオルリー空港を離陸した後わずか10分余りでパリ近郊の森に墜落し乗員乗客346人全員が死亡した。この事故で犠牲者の中には日本人48人が含まれており、1964年東京オリンピックの400メートルハードル及び400メートルリレーで銀メダルを獲得したイギリスの陸上競技選手のジョン・クーパーも犠牲となった。原因は機体後部にあった貨物室ドアに欠陥があったため完全に閉め切られておらず、途中で機内の与圧によって貨物室ドアが開いて急減圧が発生し、そのショックで油圧系統が破壊されてしまったことによるとされている。なお、この機体は全日空が発注したもので、（所謂ロッキード事件の影響による）トライスター発注によるキャンセルになったものをトルコ航空が買い取った機体である。
- 2009年2月25日、乗員7人と乗客128人を載せたイスタンブール発アムステルダム行きのトルコ航空1951便（ボーイング737-800型旅客機）がアムステルダム・アムステルダム・スキポール空港で着陸に失敗し、墜落した。乗員乗客135人中9人が死亡、86人が負傷した。
- 2015年 3月4日、現地時間午前7時半過ぎ、イスタンブール発カトマンズ着ターキッシュ・エアラインズ726便（A330-300、TC-JOC）が、着陸進入時、濃霧による視界不良のため着陸復行（ゴーアラウンド）した。再度進入時に接地後、車輪の一つが滑走路逸脱、タイヤが破裂し滑走路から左側に機体がそれ着陸帯の草地に前脚を突っ込んで前脚が破折した。乗客乗員は機外に脱出し、数名の負傷者が出たが重傷者はいなかった[37]。国内に同機体を移動出来る重機がなく、ネパール民間航空公社は隣国のインドから重機を取り寄せ、折れた前脚を持ち上げ台車に乗せて移動を試みた。作業途中で機体がずれ作業が難航し、空港は数日間閉鎖された。ネパール唯一の国際空港のため、ネパールを訪れていた旅行者が国外に出られない状況となった[38]。
- 2015年4月25日、ミラノ発アタテュルク行きのターキッシュ エアラインズ1878便（エアバス A320-232）がアタテュルクへの着陸時にハードランディングし復航、右翼の油圧や右の着陸装置が損傷を受けた。再度着陸を行ったが、右の着陸装置が壊れ、機体が180度回転した。乗員乗客102人に死者はなかった。

## 他航空会社パイロット
ターキッシュ エアラインズでは、これからも事業を拡大する予定であるため、パイロットが今まで以上に必要になる。
このことから、同社では世界の他の航空会社を（倒産などの理由で）解雇されたパイロットなどを積極的に採用している。
2010年に日本航空グループが会社更生法の適用を申請し、実質的に破綻して700人近いパイロットが整理解雇された際も、ターキッシュは積極的にそれらのパイロットを採用した。

### 注
1. ↑  日本ではアジア・中近東の航空会社扱いされる事もあるが、ターキッシュ・エアラインズ自体はヨーロッパの航空会社と認識している[要出典]。
2. ↑  関西国際空港発着便は、2003年12月から2006年5月まで運休していた。また中部国際空港にも乗り入れる計画もあるが、2014年6月現在に至っても未だに実現されていない。